# Macromitrium constrictum
Macromitrium constrictum là một loài rêu trong họ Orthotrichaceae. Loài này được Hampe & Lorentz mô tả khoa học đầu tiên năm 1868.